# Førerløs bil
En Førerløs bil er en bil, der kan køre, dvs. styre fart, bremse og dreje, uden menneskelig indgriben. De er således udstyret med en svag form for kunstig intelligens, der via sensorer og GPS kan tage beslutninger. Flere it-selskaber og bilfirmaer er i gang med at udvikle biler som via navigationsteknologier som GPS kører uden behov for en chauffør. I Danmark udføres forsøg med førerløse busser.
SAE International (en international standardiseringsenhed for bilindustrien) definerer seks niveauer af autonomi (også adopteret af den amerikanske National Highway Traffic Safety Administration, NHTSA):
| Niveau   | Betegnelse              | Beskrivelse |
| -------- | ----------------------- | --- |
| Niveau 0 | (Ingen)                 | Bilen giver advarsler men skrider ikke selv til handling |
| Niveau 1 | Førerassistance         | Delt kontrol, f.eks. adaptiv fartpilot der sænker farten når bilen nærmer sig andre biler, eller automatisk parkering |
| Niveau 2 | Delvis automatisering   | Fuld kontrol; bilen kontrollerer styring og hastighed, men føreren skal være klar til at overtage styringen til enhver tid. |
| Niveau 3 | Betinget automatisering | Som niveau 2, men føreren skal kun være klar til at overtage styringen med et vist varsel, dvs. han/hun kan have sin opmærksomhed på andre ting |
| Niveau 4 | Høj automatisering      | Der er under bestemte betingelser (f.eks. inden for et område, eller ved køkørsel) ikke på noget tidspunkt brug for førerens opmærksomhed, dvs. han/hun kan forlade førerpladsen og endda sove. Bilen kan parkere på en sikker måde hvis betingelserne ikke længere er opfyldt. |
| Niveau 5 | Fuld automatisering     | Der er aldrig brug for føreren, bilen kan køre rundt uden fører. |